# Stoffers øjeblik
|  | Denne artikel er oprettet af botten PalnaBot ud fra en ekstern database. Den kan derfor have sproglige fejl eller mangler. Denne skabelon kan fjernes efter kontrol af indholdet. |

Stoffers øjeblik er en dansk ungdomsfilm fra 2002 skrevet og instrueret af Vibeke Muasya.

## Handling
Christoffer Jensen er en flot, udadvendt og sporty 14-årig score-ørn. Han er netop begyndt på et elitehold i håndbold og har gode chancer for at blive professionel spiller. Men den 29. december 2001 forandres alt. Stoffer har købt et ulovligt kanonslag af en mand fra kvarteret. Kanonslaget eksploderer i ansigtet på Stoffer, som mister et øje og bliver næsten blind på det andet. Filmen følger Stoffer det første halve år som svagtseende med smertefulde undersøgelser og mange operationer. Stoffers hverdag er forvandlet: Når han skal købe tøj, skal mor med. Hvem skal ordne hans hår? Og hvordan går det med kæresten Malene? I stedet for idrætsefterskolen venter blindskriftskolen. Og i stedet for bolden, den hvide stav. Langsomt går det op for Stoffer, at håndbolden er tabt for altid.